# Protuterorizam
Protuterorizam (nazivan još i antiterorizam) je skup operacija koje obuhvaćaju razradu taktike, tehnike i strategije, koje potom koriste vlada, vojska, policija (specijalna policija) i obaviještajne službe u borbi i prevenciji terorizma.

## Povijest
Protuterorizam svoje korijene vuče još iz 19. stoljeća. Prvi oblici protuterorizma vide se kao odgovor britanaca na sve češće improvizirane ili koordinirane napade irskih republikanaca. U to vrijeme je osnovana prva protuteroristička jedinica, a zasluge za njeno osnivanje ima britanski političar William Vernon Harcourt. Ova jedinica je koristila metode infiltracije i subverzije.
Protuterorističko djelovanje dobilo je poseban značaj nakon niza koordiniranih napada protiv Sjedinjenih Američkih Država koji su se dogodili 11. rujna 2001. godine. 

## Protuterorizam i ljudska prava
Najsloženije pitanje efektivnog uklapanja protuterorizma u svakodnevnicu svugdje u svijetu je pitanje temeljnih ljudskih prava svih civila, kao što su zaštita osobne privatnosti, pravo slobodnog kretanja, ilegalna praćenja od strane određenih službi i sl.
Zbog sve veće razine terorizma i nesigurnosti u svijetu određene države i njihovi zakoni o protuterorizmu bili su na oštroj kritici šire javnosti, primjeri za to su:
- 2003. godine Malezija je donijela novi protuteroristički zakon koji je naišao na oštre javne kritike nakon što su njihove vlasti procesuirale približno 100 ljudi optuženih za razne zločine koji su navedeni u zakonu o protuterorizmu, i to bez sudskog spora.[5]
- 2003. godine kolumbijske vlasti proglasile su valjanim zakon koji dopušta vojnicima da provode uhićenja, prisluškuju telefone i mobilne telefone te provode pretraživanja bez sudskog naloga.[5]
- Stotine stranih državljana osuđeni su i procesuirani bez valjanog suđenja u vojnom zatvoru Guantanamo Bay.[5]

## Protuterorističke jedinice
Mnoge države danas imaju posebne specijalne jedinice čiji je djelokrug rada upravo protuteroristička borba. Karakteristika ovih jedinica jest posebna obuka, taktika i oružje za lakše neutraliziranje terorističke prijetnje. 
Najčešće se koriste za:
- rješavanje talačkih situacija
- brzo fizičko hvatanje počinitelja
- neutralizacija počinitelja koji rabe vatreno i drugo oružje
- snajperska neutralizacija mete s veće udaljenosti
- postavljanje i uklanjanje opasnih eksplozivnih naprava
- temeljna pretraga prostora i objekata (koriste se i psi)

Protuterorističke jedinice:
- Albanija: RENEA
- Argentina: GEOF (dio federalne policije)
- Austrija: EKO Cobra, Austrijska vojna policija
- Bosna i Hercegovina: SIPA
- Čile: GOPE (čileanski karabinijeri)
- Hrvatska: ATJ Lučko
- SAD: FBI Hostage Rescue Team, Federal Air Marshal Service
- Srbija: Specijalna antiteroristička jedinica (Srbija), PTJ, Kobre